# 红腹角雉

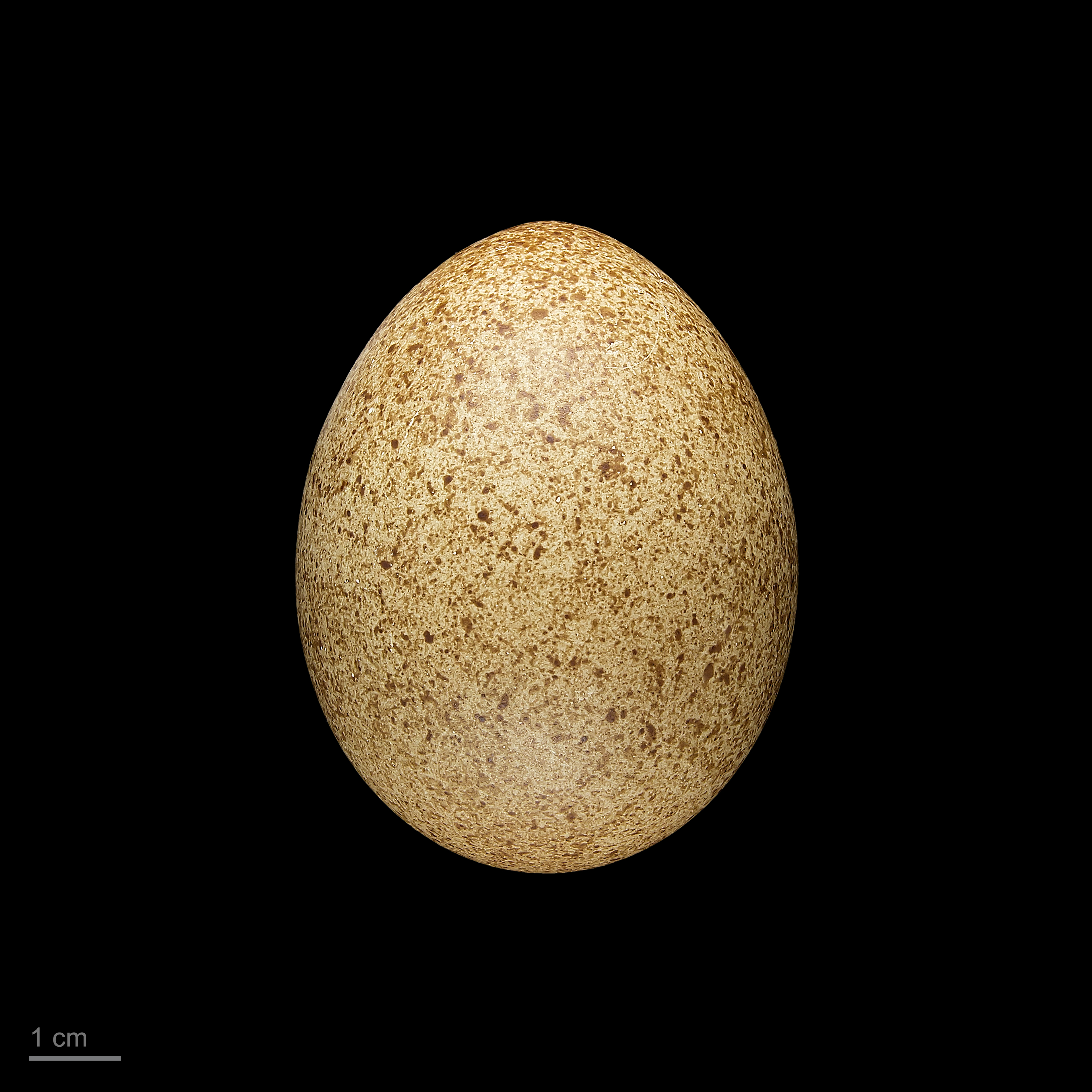
Tragopan temminckii

红腹角雉，别名寿鸡、背水鸡、娃娃鸡、角角鸡、吐绶鸟、吐綬雞、綬鳥、鷊，是一種中等体型的角雉，体长可达64厘米。雄鸟羽毛颜色为深红色，并带有白色斑点，喙黑色，腿粉色，面部为裸露的蓝色。雌鸟羽毛则为褐色，带白色斑点。雄鸟的下巴长有彩色的肉裙，平时收拢，发情时向下展开，宛若口吐绶带，所以古人称之为“吐绶鸡”、“吐绶鸟”。然而现代人却把不会“吐绶”的火鸡为“吐绶鸡”。
外表与红胸角雉相似，食物以浆果、草和植株为主。
生活于东南亚北部的森林中，印度东北部、越南西北部和中国南方诸省都有分布。